# Římskokatolická farnost Zbraslavice
Římskokatolická farnost Zbraslavice je územním společenstvím římských katolíků v rámci kutnohorsko-poděbradského vikariátu královéhradecké diecéze.

## O farnosti

### Historie
Duchovní správa ve Zbraslavicích existovala již ve 12. století.

#### Přehled duchovních správců
- 2002–2012 R.D. Mgr. Antonín Pavlas (farář)
- 2012–2017 R.D. ICLic. Mgr. Stanislav Tomšíček (administrátor)
- od r. 2017 D. Damián Kristián Vrchovský, O.Praem. (administrátor)

### Současnost
Farnost má sídelního duchovního správce, člena želivské kanonie premonstrátského řádu, který je zároveň administrátorem ex currendo ve farnostech Bohdaneč u Zbraslavic, Červené Janovice a Pertoltice.
| Kostel              | Místo       | Bohoslužba             | Bohoslužba             | Poznámka     |
| ------------------- | ----------- | ---------------------- | ---------------------- | ------------ |
| Kaple               | Hranice     | neslouží se pravidelně | neslouží se pravidelně | obecní kaple |
| Kostel sv. Vavřince | Zbraslavice | neděle pátek           | 9.45 8.00              | farní kostel |